# ヴラジーミル・タルノポルスキー
ヴラジーミル・グリゴリエヴィチ・タルノポルスキー (ロシア語: Влади́мир Григо́рьевич Тарнопо́льский、英語: Vladimir Grigolyevich Tarnopolyskii、1955年4月30日ドニプロ ～ ) は ロシアの現代音楽の作曲家。

## 概要
現在はウクライナドニプロペトローウシク州になっているドニプロ生まれ。1973年から1978年までモスクワ音楽院で学ぶ。作曲をニコライ・シデルニコフ、器楽をエディソン・デニソフ、楽理をユーリー・ホローポフ(Юрий Николаевич Холопов)に師事。
1978年に同音楽院を卒業したのち同音楽院研究科へと進み、1980年に修了。
1990年、現代音楽協会に入会。その後、1991年にソビエト連邦が崩壊すると、多くの会員が西側に移住するようになり、1996年にはデニソフが死去。協会は2つに分裂し、モスクワ音楽院を基盤とする「モスクワ現代音楽センター」（CCMM）の会長に就任した。
1992年以来、タルノポルスキーは母校のモスクワ音楽院で作曲を教えており、国際コンクールで入賞する優秀な教え子を多数輩出している。主な学生には、オルガ・ラェーヴァOlga Rayeva、セバスチャン・エキモフスキ=ヴィンクラー、フェリックス・プロフォスらがいる。

## 作曲作品・録音について
彼の作曲作品には、オペラ、交響曲、協奏曲、管弦楽、室内楽、声楽の作品がある。1980年代後半以降、タルノポルスキーはロシアだけでなく、ヨーロッパやアメリカの音楽祭、コンサートで活動するようになる。
彼の作品を取り上げた代表的な音楽家あるいは楽団をあげると、アレクサンドル・ラザレフ、ゲンナジー・ロジェストヴェンスキー、ヴァシリー・シナイスキー、ウラディーミル・ユロフスキ、ムスティスラフ・ロストロポーヴィチ、アンサンブル・アンテルコンタンポラン、アンサンブル・モデルン、バイエルン放送交響楽団などがある。
また、彼の作品は、ドミトリー・ショスタコーヴィチ賞（ロシア）とパウル・ヒンデミット賞（ドイツ）など、多くの世界的な作曲賞を受賞している。

## 作品

### オペラ
- 「The Three Graces」 (1988)
- 「Wenn die Zeit über die Ufer tritt」(1999)

### 交響曲
- 交響曲（1982）

### 協奏曲
- チェロ協奏曲（1980）

### その他
- 「Chevengur」 声とアンサンブルのための (2001)
- 「シンデレラ」 児童合唱とオーケストラのための（2003）
- 「Feux follets」オーケストラのための (2003)
- 「Foucault's Pendulum」, オーケストラのための(2004)
- 「パルティータ」（1972）
- 「カルパチア変奏曲」（1973）
- ソプラノ、フルート、ヴィオラ、ハープのための 「The Piglet Sang」（1973）
- 「HommageàJoan Miro」ハープのための（1974）
- フルート、オーボエ、クラリネット、バスーン、フレンチ・ホルン（1975）のための五重奏曲
- ソプラノとピアノのための 「イタリアの歌」（1977）
- オーケストラのための交響的序曲（1978）
- "Penitential Psalm"、合唱、ヴァイオリン、オルガン、パーカッションのための（1986年）
- クラリネット、チェロ、ピアノのためのトリオ（1989年）
- Tropezi Muzyki（1989）
- Eindruck-Ausdruck（1989）
- パーカッション四重奏曲（1990年）
- 大規模アンサンブルのための 「カサンドラ」（1991）
- ソプラノ、2本のクラリネット、ヴィオラ、チェロとコントラバスのための«Amoretto»（1992）
- 「O, PÄRT — OP ART」クラリネット、バイオリン、ビオラ、チェロ、ピアノのためのトライアドインスタレーション。（1992）
- ソプラノと室内合奏のための「Chevengur」（2001年）
- 「Wandering lights」オーケストラのための（2003）
- 「振り子」オーケストラのための（2004年）